# بوزلوق
بوزلوق (به لاتین: Buzluq) یک منطقه مسکونی در جمهوری آذربایجان است که در شهرستان گران‌بوی واقع شده است. بوزلوق ۳۱۵ نفر جمعیت دارد.

## ریشه واژه
بوزلوق در ترکی آذربایجانی به‌معنی سرد و یخ‌زده است.